# Alexis Guendouz
Alexis Guendouz (Saint-Étienne, 26 de enero de 1996) es un futbolista francés, nacionalizado argelino, que juega en la demarcación de portero para el MC Alger del Championnat National de Première Division.

## Selección nacional
Hizo su debut con la selección de fútbol de Argelia en un partido del Campeonato Africano de Naciones de 2022 contra Libia que finalizó con un resultado de 1-0 a favor del combinado argelino tras el gol de Aymen Mahious.

## Clubes
| Club                   | País    | Año       | Partidos | Goles |
| ---------------------- | ------- | --------- | -------- | ----- |
| A. S. Saint-Étienne II | Francia | 2013-2018 | 25       | 0     |
| Pau F. C.              | Francia | 2018-2020 | 59       | 0     |
| USM Alger              | Argelia | 2020-2022 | 24       | 0     |
| CR Belouizdad          | Argelia | 2022-2024 | 69       | 0     |
| Persepolis F. C.       | Irán    | 2024-2025 | 36       | 0     |
| MC Alger               | Argelia | 2025-     |          |       |

## Palmarés

### Títulos nacionales
| Título                                    | Club          | País    | Año  |
| ----------------------------------------- | ------------- | ------- | ---- |
| Championnat National de Première Division | CR Belouizdad | Argelia | 2023 |
| Copa de Argelia                           | CR Belouizdad | Argelia | 2024 |